# 1803

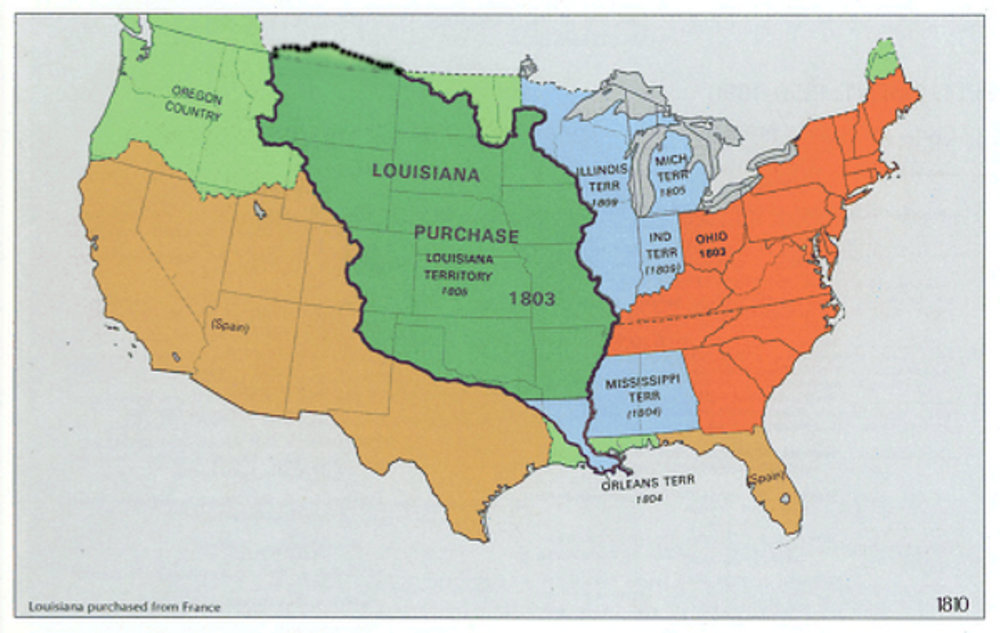
De aankoop van Louisiana

Het jaar 1803 is het 3e jaar in de 19e eeuw volgens de christelijke jaartelling.

## Gebeurtenissen
februari

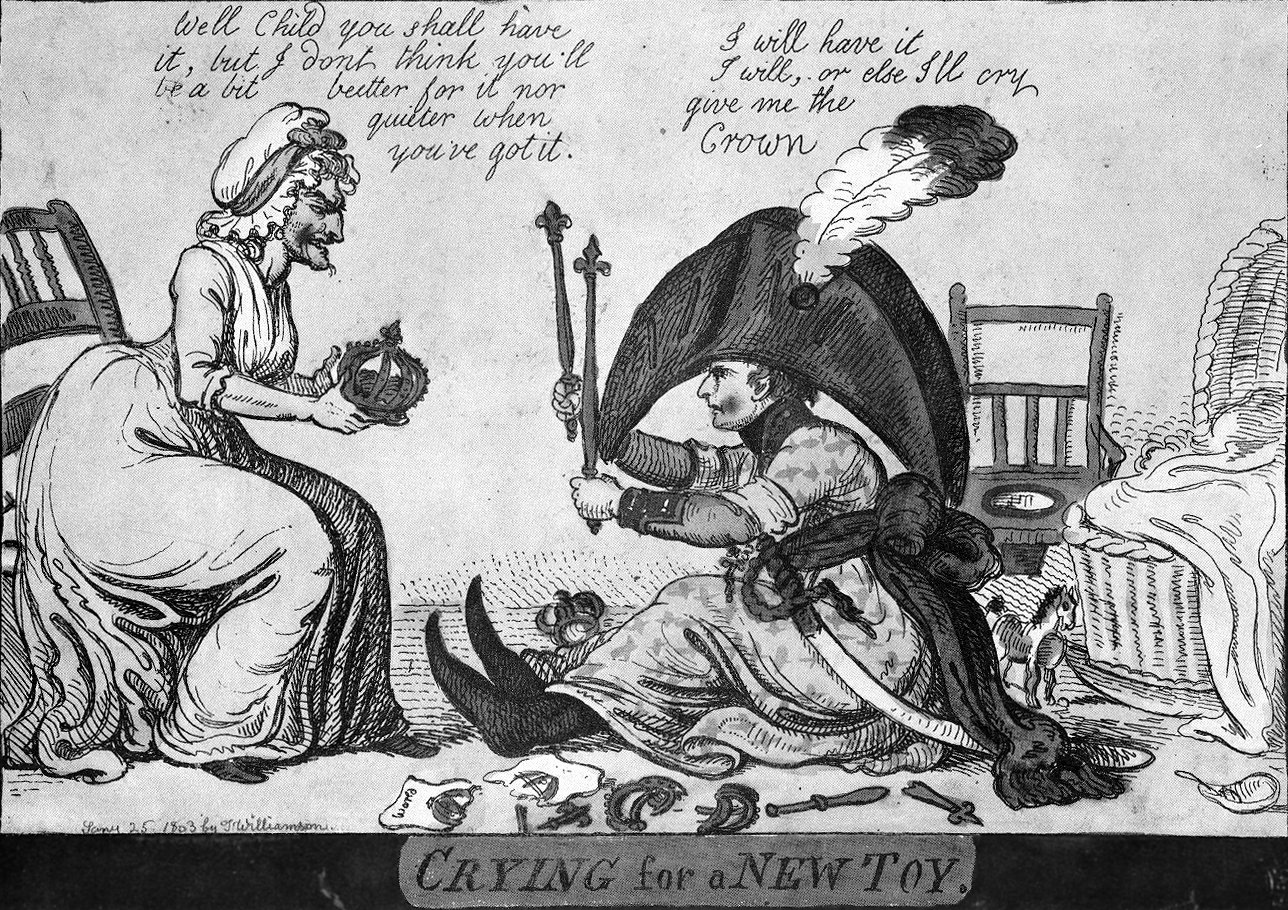
"Napoleon huilend om een nieuw speeltje", Engelse karikatuur over Napoleon van Isaac Cruikshank, 25 januari 1803.

- 4 - In Westfalen wordt de Krombacher Brauerei gesticht.
- 7 - De regerende dynastie in het graafschap Castell-Rüdenhausen sterft uit. De graaf van Castell-Remlingen neemt de regering over.
- 14 - Het Amerikaanse Hooggerechtshof verklaart in de zaak Marbury v. Madison voor het eerst een federale wet in strijd met de Amerikaanse grondwet.
- 25 - Laatste vergadering van de buitengewone deputatie van de Rijksdag van het Heilige Roomse Rijk te Regensburg. In de Reichsdeputationshauptschluss wordt het aantal soevereine staten in het Duitse Rijk teruggebracht van 1800 tot circa 60. De Duitse vorsten die bij de Vrede van Lunéville hun gebieden aan de linker Rijnoever hebben verloren aan Frankrijk, worden schadeloosgesteld met gebied op de rechteroever. Dit geschiedt door secularisering van de meeste kerkelijke gebieden en mediatisering van de vrije rijkssteden. De keizer van het Heilige Roomse Rijk raakt daardoor zijn machtsbasis kwijt.

maart
- 1 - Ohio wordt de zeventiende staat van de Verenigde Staten.
- 9 - In Schiedam wordt Jillis Bruggeman opgehangen. Hij is als laatste Nederlander ter dood gebracht om zijn homoseksualiteit.
- 19 - De regerende dynastie in het graafschap Bentheim sterft uit. De graaf van Bentheim-Steinfurt is de erfgenaam. Omdat Bentheim is verpand aan het keurvorstendom Hannover verandert er weinig.
- maart - Eerste proefvaart van een stoomsleepboot: de Charlotte Dundas sleept twee 70 tons bakken 30 kilometer over het Forth and Clyde Canal naar Glasgow.

april
- 12 - Verdrag tussen de koning van Denemarken als hertog van Holstein en de rijksstad Hamburg. Holstein staat het dorp Alsterdorf af en alle rechten die het heeft in het Domkapittel te Hamburg. Hamburg staat de rechten af die het heeft in de dorpen Poppenbühren, Spitzendorf, Bilzen en Hoisbüttel.
- 14 - De Banque de France krijgt voor vijftien jaar het exclusieve recht om bankbiljetten uit te geven.
- 25 - De vorst van Bretzenheim ruilt de abdij Lindau met Oostenrijk tegen de heerlijkheden Saros-Patack en Régecz in Hongarije.
- 29 - De Franse bisschoppen worden door de overheid gelast tot instelling van de kerkfabrieken voor het beheer van de parochiale bezittingen.

mei
- 2 - De Verenigde Staten kopen Louisiana en New Orleans van Frankrijk voor een bedrag van 60 miljoen Franse frank.
- 17 - Karel Willem van Nassau-Usingen wordt opgevolgd door zijn broer Frederik August
- 18 - Groot-Brittannië weigert Malta te ontruimen en verklaart Frankrijk de oorlog.

juni
- 3 - In de Bataafse Republiek wordt nadruk van boeken bij wet verboden.
- 10 - Frankrijk bezet het keurvorstendom Hannover, bezit van de Britse koning.
- 26 - Verdrag te Malmö tussen Zweden en het hertogdom Mecklenburg-Schwerin. Zweden verpandt aan Mecklenburg-Schwerin voor de duur van 100 jaar de stad en de heerlijkheid Wismar en de ambten Poel en Neukloster.
- 30 - Ruilverdrag tussen de koning van Pruisen als vorst van Ansbach en Bayreuth en het keurvorstendom Beieren. Dit verdrag levert rationelere grenzen op tussen beide staten.

juli
- juli - Ruilverdrag tussen het landgraafschap Hessen-Darmstadt en het keurvorstendom Baden ter verbetering van de grenzen.
- 21 - Napoleon Bonaparte doet zijn Blijde Intrede in Mechelen.
- 23 - Mislukte Ierse opstand tegen Britse overheersing onder aanvoering van de Ierse nationalist Robert Emmet.

augustus
- Tijdens het bezoek van Napoleon aan Namen vraagt bisschop Bexon om de vrijlating van gevangenzittende priesters uit zijn bisdom. Dit valt verkeerd, en Bexon moet bij de paus zijn ontslag indienen.

september
- 19 - Groot-Brittannië bezet opnieuw de Nederlandse koloniën Demerara en Essequibo.

oktober
- 12 - Instelling van de provincie Westfalen door Hessen-Darmstadt.
- 14 - Met Ercole III sterft het Huis Este uit.
- 19 - Spanje bevestigt neutraliteit in Brits-Franse oorlog.

november
- 21 - De Duitse bendeleider Schinderhannes wordt door de Fransen in Mainz terechtgesteld samen met een aantal bendeleden.
- 30 - Reces tussen het keurvorstendom Beieren en het Huis Palts-Birkenfeld (of van de hertogen in Beieren): Beieren staat het hertogdom Berg af, onder behoud van het oppergezag.
- Het Tapijt van Bayeux wordt voor het eerst elders tentoongesteld, en wel in het Louvre.

december
- 3 - President Jefferson dient een voorstel in bij het Congres om de procedure voor de verkiezingen van de president en vicepresident te wijzigen: de kiesmannen kiezen specifiek voor een president en voor een vice-president.
- 19 - Verdrag tussen het keurvorstendom Beieren en het vorstendom Löwenstein-Wertheim. Löwenstein-Wertheim staat de ambten Homburg en Holzkirchen af, die tot het voormalige prinsbisdom Würzburg behoorden.

## Muziek
- Johann Nepomuk Hummel componeert zijn trompetconcert in E
- Ludwig van Beethoven componeert zijn Symfonie nr 2 Opus 36, het pianoconcert nr 3 Opus 37, het Pianotrio nr 8 Opus 38, de Serenade voor piano en fluit of viool Opus 41, de Nocturne voor altviool en piano Opus 42 en de Marsen voor piano Opus 45

## Beeldende kunst

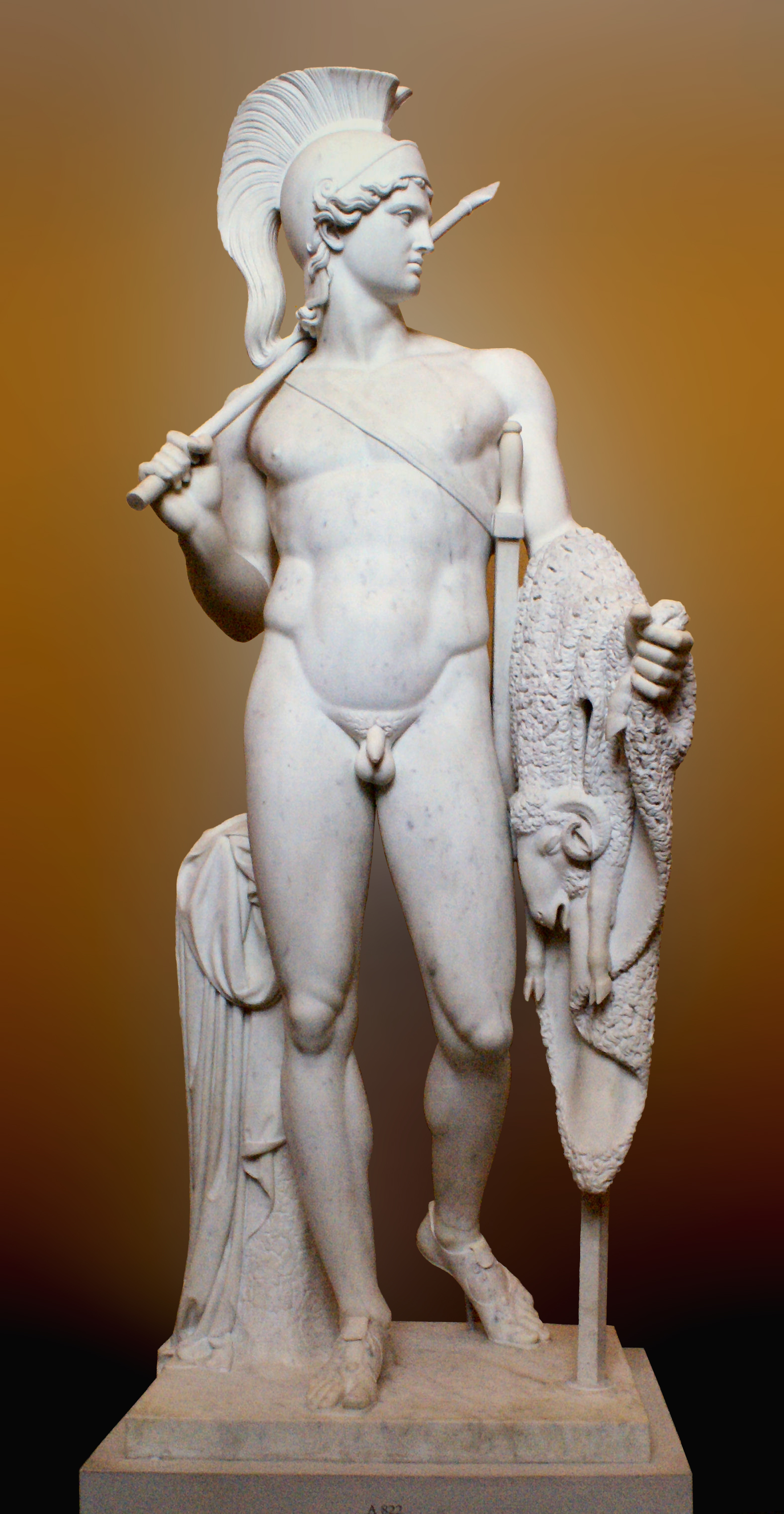
Jason en het gulden vlies (1803), Bertel Thorvaldsen

## Bouwkunst

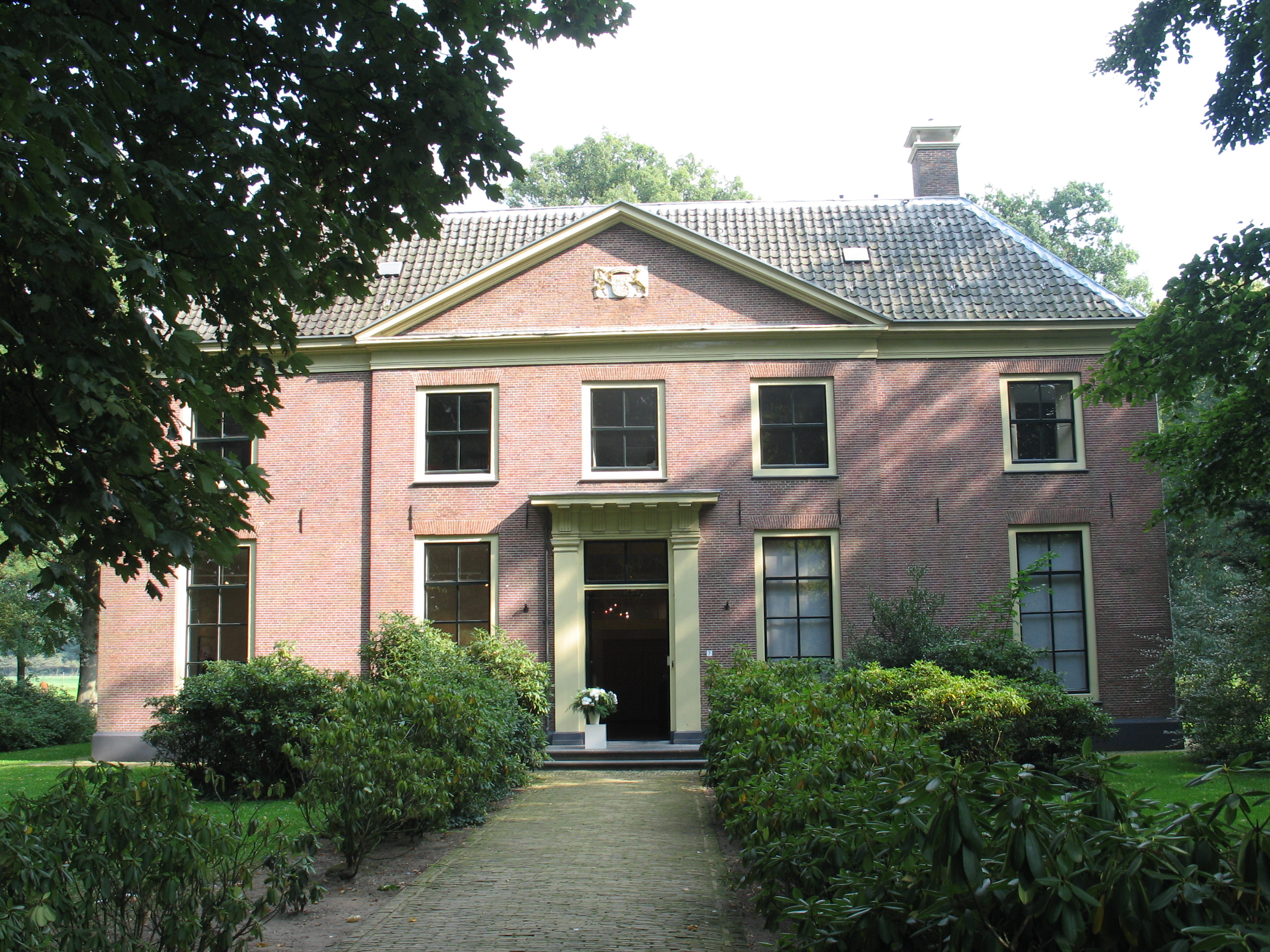
Huis Kernhem, Ede (1803)

## Geboren
januari
- 15 - Heinrich Daniel Ruhmkorff, Duits instrumentmaker (overleden 1877)

februari
- 15 - John Sutter, Zwitsers-Amerikaans ondernemer (overleden 1880)

april
- 2 - Franz Lachner, Duits componist, dirigent en organist (overleden 1890)
- 14 - Friedrich von Amerling, Oostenrijks schilder (overleden 1887)
- 18 - Charles Ferdinand Pahud, Nederlands minister en Gouverneur-Generaal van Nederlands-Indië (overleden 1873)
- 23 - Jules Joseph d'Anethan, Belgisch politicus (overleden 1888)

mei
- 25 - Ralph Waldo Emerson, Amerikaans filosoof, essayist en predikant (overleden 1882)

augustus
- 15 - Hermann Friedrich Kohlbrugge, Nederlands gereformeerd theoloog (overleden 1875)
- 16 - John Bussell, Britse pionier in West-Australië (overleden 1875)

september
- 4 - Sarah Polk, first lady van de Verenigde Staten (echtgenote van James Knox Polk) (overleden 1891)
- 26 - Thomas Sidney Cooper, Engels landschapsschilder (overleden 1902)
- 28 - Prosper Mérimée, Frans schrijver (overleden 1870)

oktober
- 3 - Paul Huet, Frans kunstschilder (overleden 1869)
- 11 - Barend Cornelis Koekkoek, Nederlands romantisch schilder (overleden 1862)

december
- 11 - Hector Berlioz, Frans componist (overleden 1869)
- 20 - Lambertus van den Wildenbergh, kunstschilder, tekenaar en fotograaf (overleden in of na 1857)

- 26 - Friedrich Reinhold Kreutzwald, Estisch dichter (overleden 1882)

## Overleden
februari
- 17 - Lodewijk René Eduard de Rohan (68), Frans kardinaal, aartsbisschop van Straatsburg

april
- 2 - Hieronymus van Alphen (56), Nederlands dichter
- 15 - Jeroným Brixi (64), Boheems componist en organist

mei
- 17 - Karel Willem van Nassau-Usingen (67), vorst van Nassau-Udingen

september
- 2 - Eelco Napjus (74), Nederlands historicus
- 5 - François Devienne (44), Frans componist, fluitist en fagottist
- 16 - Nicolas Baudin (49), Frans ontdekkingsreiziger
- 24 - Helena Paulowna van Rusland (18), dochter van tsaar Paul I

oktober
- 13 - Louis-Claude de Saint-Martin (60), Frans schrijver en filosoof

november
- 21 - Johannes Bückler ofwel Schinderhannes (ong. 24), Duits bandiet
- 22 - Bernardus Bosch (57), Nederlands schrijver en politicus

datum onbekend
- Abdoel Aziz bin Mohammed bin Saoed, heerser van Arabië

## Uitgestorven
- De zwarte emoe van Kangaroo-eiland (Australië)